# Cantón de San Carlos
San Carlos es el cantón número 10 de la provincia de Alajuela en Costa Rica. Con una superficie de 
3347.98 km², es el cantón de mayor extensión de los 84 que conforman el país, superando en tamaño a las provincias de Cartago y Heredia, así como el más desarrollado y eje principal de la Región Huetar Norte. Se encuentra dividido en 13 distritos. Limita al norte con la República de Nicaragua, al oeste con los cantones de Los Chiles, Guatuso, Tilarán y San Ramón, al sur con los cantones de San Ramón, Zarcero y Sarchí, y al este con los cantones de Río Cuarto y Sarapiquí. Fue fundado el 26 de septiembre de 1911. Su cabecera es Quesada. 
Por sus extensas llanuras, su alta precipitación y su suelo fértil, San Carlos es una de las zonas económicas más productivas de Costa Rica. En su amplio territorio se realizan toda clase de actividades agropecuarias: ganadería de extensión, de engorde, de producción de leche y derivados; se cultiva caña de azúcar, piña (a 2015, Costa Rica es el principal exportador mundial de este cultivo), cítricos, tubérculos, granos básicos y muchos otros. La presencia en el distrito de La Fortuna del volcán Arenal, un estratovolcán activo de cono casi perfecto que se levanta solitario a 1670 m s. n. m. sobre terreno por demás llano, lo hace uno de los cuatro destinos turísticos más visitados de Costa Rica por nacionales y extranjeros. El lago Arenal, un embalse artificial ubicado a los pies del volcán, entre San Carlos y Tilarán, es la principal fuente de producción de energía hidroeléctrica del país.
Por estas razones, a San Carlos se le conoce como el cantón "generoso y progresista" de Costa Rica.

## Historia
En la época precolombina, el territorio que actualmente corresponde al cantón de San Carlos estuvo habitado por indígenas botos. El conquistador español Jerónimo de Retes visitó la región en 1640, bautizando a uno de los más importantes emplazamientos de los aborígenes, ubicados a orillas del río Cutris (hoy San Carlos) con el nombre de San Jerónimo de Votos.
Las primeras expediciones a la zona se dieron hacia 1850. Los pocos asentamientos que se realizaron se ubicaron de preferencia en el tramo comprendido entre Florencia y Terrón Colorado.
Don José María Quesada Ugalde, vecino de Palmares, Baltazar y Joaquín Quesada Rodríguez, vecinos de Grecia, en 1884 se establecieron a lo largo de una angosta terraza, comprendida entre los ríos Peje y Platanar, en lo que hoy constituye el poblado Quesada. Con el tiempo muchas familias llegaron a este paraje, en el que se fue conformando un rústico caserío o poblado.
Posteriormente y gracias a la donación de terrenos de estos pioneros, se fundaría la comunidad conocida entonces como La Unión.
Durante la administración de Rafael Yglesias Castro (1894-1898), en vista de la importancia de la región y a fin de unir la vía fluvial del Río San Carlos con la red de caminos, se abrió una trocha desde Naranjo y terminando en el sitio ahora denominado Muelle; lugar en el margen del río San Carlos donde se construyó el embarcadero y una casa para el resguardo fiscal.
La primera escuela se construyó en 1900. El Liceo de San Carlos, empezó a funcionar en el año de 1945, en un edificio particular con el nombre de escuela complementaria; diez años después se estableció como Liceo, en la primera administración de don José Figueres Ferrer.
La primera ermita se construyó en 1908. Durante el episcopado de Monseñor don Juan Gaspar Stork Werth, tercer obispo de Costa Rica, en el año 1912, se erigió la Parroquia, dedicada a San Carlos Borromeo; lo que terminaría definiendo la nomenclatura del futuro cantón.
En la primera administración de don Ricardo Jiménez Oreamuno, el 26 de septiembre de 1911, en ley No.17, se le otorgó el título de villa a la población La Unión, cambiándole el topónimo por Quesada, cabecera del cantón creado en esa oportunidad, San Carlos. Posteriormente, el 8 de julio de 1953, en el gobierno de don Otilio Ulate Blanco, se le confirió a la villa la categoría de ciudad.
En 1995 se constituyó la diócesis de San Carlos lo que elevó el principal templo católico de la región a la categoría de Catedral.

## Aspectos físicos

### Geografía
Cantón de San Carlos cuenta con un área de 3352,33 km² y una altitud media de 98 m s. n. m.
Las estribaciones montañosas de la Cordillera Central conforman el sur montañoso del cantón, en cuyas laderas se encuentran muchas de las poblaciones más grandes del cantón incluyendo a su cabecera Quesada, Aguas Zarcas y Venecia. 
Hacia el oeste San Carlos colinda con la cordillera de Guanacaste que lo separa de esta provincia y que forma otra zona de tierras relativamente altas. Mientras que Quesada se localiza a 650 metros sobre el nivel del mar, gran parte del cantón se encuentra por debajo de los 70 m s. n. m. Esto provoca diferencias climáticas sensibles.
Muy cerca de La Fortuna se levanta el volcán Arenal (1600 m s. n. m.), uno de los volcanes activos más visitados del país. A sus pies se construyó con fines hidroeléctricos la Laguna de Arenal, de 87 kilómetros cuadrados y la más grande del país. Aunque la mayor parte de esta laguna pertenece al vecino cantón de Tilarán, San Carlos es la puerta de acceso por su mejor accesibilidad. En el cantón existe abundancia de sitios que presentan aguas termales.

### Hidrografía
De estas montañas descienden los grandes ríos que se dirigen hacia el norte y que, desde el punto de vista geológico, han contribuido a la formación de las extensas llanuras de San Carlos, las cuales conforman casi la totalidad del cantón. Estos ríos, a diferencia de los que desembocan en el Pacífico costarricense, mantienen un caudal más estable y presentan cauces menos variables que los de la región atlántica, lo que reduce relativamente los problemas de inundaciones durante la época lluviosa. 
El principal curso de agua es el río San Carlos, que atraviesa el cantón de sur a norte, junto con sus numerosos afluentes, entre los que destacan el río Arenal y el río Tres Amigos. El río San Carlos es el principal afluente desde Costa Rica del nicaragüense río San Juan.

### Clima
El cantón de San Carlos posee un clima tropical, caracterizado por un clima muy húmedo especialmente en las zonas montañosas. Esto permite la existencia de gran cantidad de musgos, plantas y árboles que hacen de filtro de agua, lo que provoca que el agua se concentre y se quede retenida en las hojas secas de plantas musgos.
Otras zonas del cantón presentan climas más calurosos como en el caso Aguas Zarcas, Pital, Muelle, Cerro Cortez, Altamirita y otras zonas.

## Distritos
El cantón de San Carlos, posee 13 distritos:
1. Quesada
2. Florencia
3. Buenavista
4. Aguas Zarcas
5. Venecia
6. Pital
7. La Fortuna
8. La Tigra
9. La Palmera
10. Venado
11. Cutris
12. Monterrey
13. Pocosol

## Demografía
Para el año 2022, Cantón de San Carlos cuenta con una población estimada de 198 742 habitantes, y para el último censo efectuado, en 2011, Cantón de San Carlos contaba con una población de 163 745 habitantes.
De acuerdo al censo nacional del 2011, la población del cantón era de 163 745 habitantes. El mismo censo destaca que había 44 966 viviendas ocupadas, de las cuales, el 61,1 % se encontraba en buen estado y había problemas de hacinamiento en el 6,5% de las viviendas. El 47,4% de sus habitantes vivían en áreas urbanas.
Según la proyección de la INEC al 30 de junio del 2018 la población de San Carlos era de 194.207 habitantes y la población de Quesada era de 44933 habitantes.
Entre otros datos, el nivel de alfabetismo del cantón es del 95,7%, con una escolaridad promedio de 7,0 años.
Para el año 2012 presentaba un índice de desarrollo humano de 0.790 según el Programa de las Naciones Unidas para el Desarrollo.

### Sociedad
Es el eje principal de la Región Huetar Norte, que conforma también a otros cantones del norte de Costa Rica como Los Chiles, Guatuso, Upala, Sarapiquí y Tilarán. Quesada (42.060 habitantes en 2011) se ha convertido en la principal ciudad de toda la zona agrupando sedes gubernamentales y sucursales comerciales. Esto es debido principalmente al relativamente incómodo trayecto que comunica a San Carlos con el Valle Central a través de las montañas. Una proyectada nueva carretera busca aliviar estas dificultades, pero su construcción está sensiblemente demorada.
Así en Quesada de San Carlos, se encuentran sedes judiciales, bases regionales de policía y bomberos, clínicas y hospitales, sucursales bancarias y afines, quizás demasiada actividad para una población relativamente pequeña pero esto se debe a su gran importancia estratégica. Cada día miles de personas provenientes de los otros cantones vecinos visitan la ciudad para realizar trámites o consultas comerciales.
En los últimos años, sin embargo, poblaciones como Pital, Aguas Zarcas y La Fortuna, han crecido notablemente. Estos distritos poseen poblaciones y comercios superiores a los de muchos cantones del país. 
Coopelesca R.L, la empresa cooperativa fundada en San Carlos para llevar a cabo las labores de electrificación es la que brinda el servicio a los vecinos cantones alajuelenses, a buena parte de la cercana provincia de Heredia y a algunos lugares de Guanacaste. 
Aunque en general sus estadísticas sobre educación, salud y prosperidad son mejores que las de los cantones vecinos, tienden a estar por debajo de los datos provenientes de los cantones del valle central, debido principalmente a las enormes distancias que fuera de los núcleos habitados deben recorrer los estudiantes y a la incapacidad que tienen muchos habitantes para desplazarse efectivamente a los centros de salud.

## Economía
Los contrastes climáticos, las extensas llanuras, los numerosos ríos, el suelo rico en sedimentos y sobre todo su famosa lluvia ("En San Carlos llueve 13 meses al año" es una frase popular entre los ticos, aunque en los últimos años, esta región ha tenido una disminución de precipitaciones, y su temperatura promedio ha aumentado.) convierten a San Carlos en una de las zonas más productivas del país, tanto en cantidad como en variedad. 
El censo nacional de 2011 detalla que la población económicamente activa se distribuye de la siguiente manera: 
- Sector Primario: 25,9 %
- Sector Secundario: 15,0 %
- Sector Terciario: 59,0%

El cantón de San Carlos es sede de diversas empresas, entre ellas:
- COOCIQUE R.L.: Es una cooperativa de ahorro y crédito, fundada en 1965. Su sede central se ubica en el centro de Quesada, y cuenta con sucursales en distintas poblaciones de la Zona Norte de Costa Rica. A diciembre de 2017 contaba con activos por casi US$350.000.000 y un patrimonio total cercano a los US$45.000.000, según datos tomados de sus Estados Financiarios.
- COOPELESCA R.L.: Cooperativa fundada en 1965 y dedicada a la generación y distribución eléctrica en la Zona Norte del país. Además, cuenta con otros negocios complementarios tales como servicios de televisión por cable, venta de materiales eléctricos, seguros y es concesionaria del canal de televisión TVN 14. Sus oficinas centrales se ubican en Quesada y cuenta con sucursales en Puerto Viejo de Sarapiquí, Pital, La Fortuna, Aguas Zarcas y Santa Rosa de Pocosol.
- Grupo H&M: Empresa dedicada a la producción de concreto premezclado, agregados para construcción, biodiésel, servicios de construcción y alquiler de maquinaria. Su sede central se ubica en Santa Clara de San Carlos, lugar de origen en 1980, pero cuenta con sucursales y plantas de producción en San Josecito de Cutris, Artola y Huacas en Guanacaste y el Coyol de Alajuela. Para el 2020, se encuentra entre los tres principales proveedores de concreto premezclado en Costa Rica.
- Maderas Cultivadas de Costa Rica S.A.: Empresa dedicada a la industrialización y comercialización de madera. Desarrolló las primeras plantaciones clonadas de América y desde el año 2002 incursionó en la producción de vigas laminadas de madera. Sus oficinas se ubican en Santa Rosa de Pocosol y cuenta con sucursales en Alajuela, Palmares, Pavas, Desamparados, Cartago y Guanacaste.

### Ganadería
La industria ganadera es la principal, pues San Carlos provee el 65% de la leche y más de la mitad de la carne que se consume en todo el país. Igualmente se siembra caña de azúcar, piña, cítricos y tubérculos en grandes cantidades, pero la verdad es que en San Carlos se siembra de todo. Sus niveles de producción sólo son superados por los de provincias enteras.
La Cámara de Ganaderos de San Carlos ha sido factor determinante en el crecimiento de la ganadería de San Carlos operando una de las subastas de ganado más antiguas de Costa Rica y organizando la edición número 41 de Expo San Carlos, en este 2011, esto debido a que en u principio la feria se realizaba cada 2 años.
De la Cámara de Ganaderos se formó la comisión pro-construcción de la nueva carretera de San Carlos la cual es un hecho después de 15 años de constante lucha.
Durante el transcurso de los años, la asociación ha participado en una serie de proyectos como lo fue donar el primer terreno, donde se instaló, la Cooperativa Dos Pinos, la Cooperativa de Electrificación Rural de San Carlos (COOPELESCA).

### Madera
Más de 30 aserraderos muestran el tamaño de la industria maderera, aunque esta actividad ha venido a menos últimamente, ya que lamentablemente los extensos bosques que una vez cubrieran la región han prácticamente desaparecido.

### Turismo
Una actividad que va en constante auge es el turismo. El volcán Arenal, la laguna de Arenal, las cavernas de Venado, las cataratas y sitios con aguas termales son los principales motivos para que turistas disfruten de las riquezas naturales del cantón. El embalse  hidroeléctrico de Arenal es el más grande del país y junto con una gran cantidad de proyectos más pequeños hacen que San Carlos sea un factor muy importante en la generación de electricidad para Costa Rica.

## Desarrollo deportivo, turístico y cultural

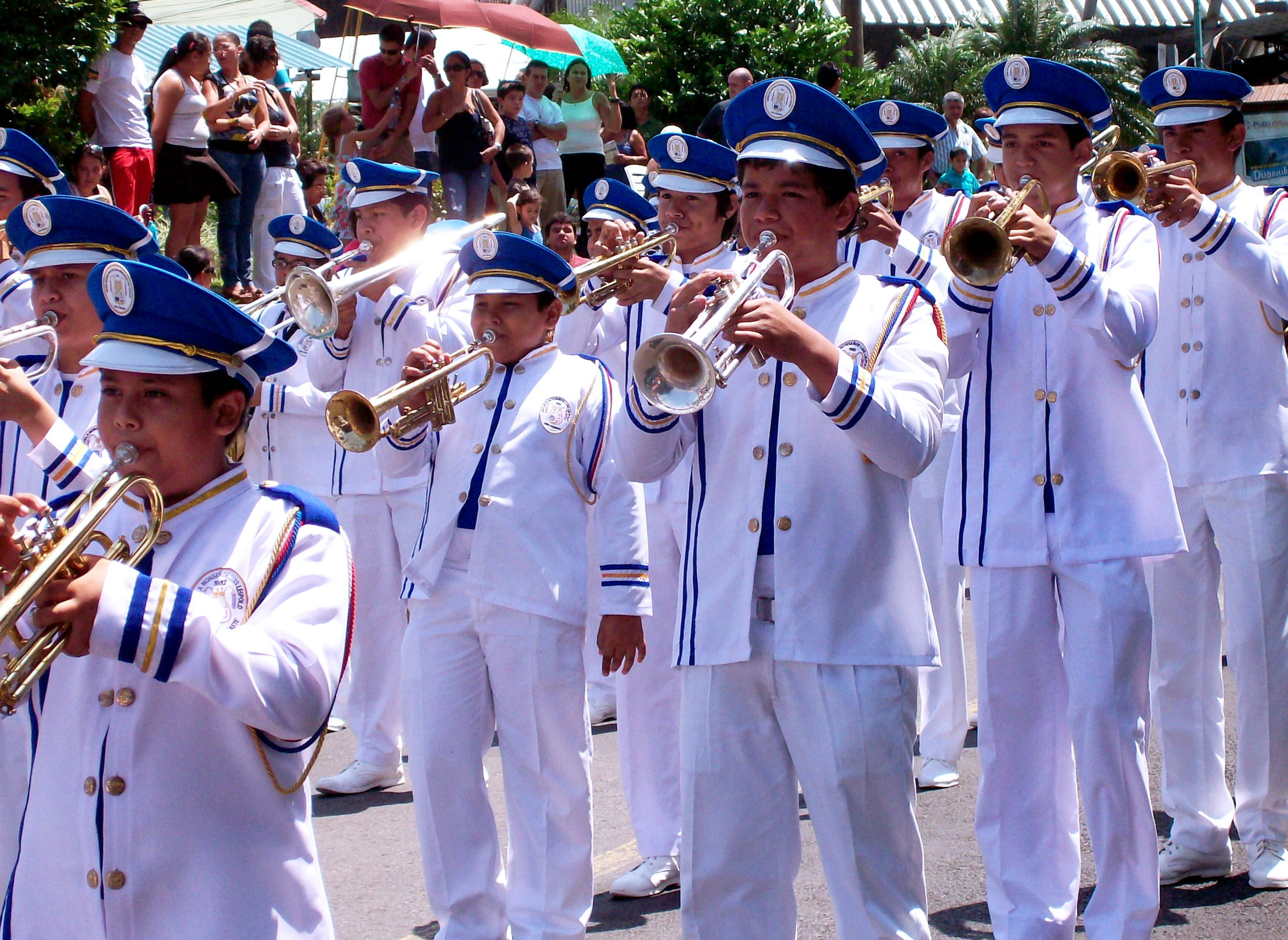
Trompetistas de la Banda Municipal de San Carlos en Quesada durante la celebración del Día de la Cultura de 2010

En el 2009 se organiza por primera vez la gran Caminata Ambiental por los alrededores del volcán Arenal. En esa actividad se supone que gente de todo el país llega a hacer la caminata. Los colegios organizan una excursión allí ese día. Al colegio que lleve más estudiantes se le entrega un premio monetario.
En La Fortuna hay aguas termales que son visitadas anualmente por cientos de turistas. También en San Carlos está el Refugio Nacional de Vida Silvestre Caño Negro, uno de los humedales más hermosos de Costa Rica.
En el fútbol federado, el cantón es representado por la Asociación Deportiva San Carlos, subcampeón nacional en los torneos Clausura 2010 y Clausura 2011, así como campeón nacional de la Primera División del fútbol de Costa Rica en el torneo Clausura 2019. Esta asociación también le da su nombre a un equipo de fútbol sub-17 que logró ser campeón en los Juegos Nacionales del 2009.

## Política
Véase: Concejo municipal de San Carlos

## Internet
El cantón de San Carlos cuenta con varios proveedores de servicio de Internet como lo son ICE, Claro, Telecable, COOPELESCA y Liberty.

## Medios de comunicación
El cantón de San Carlos cuenta con varios medios de comunicación, entre los que destaca la televisora TVN Canal 14 (perteneciente a Coopelesca y que transmite en un 60% del país), que es la televisora más vista en la Región Huetar Norte y las radioemisoras Radio San Carlos (1430 AM), Radio Santa Clara (550 AM) y Radio Cultural Pital (88.3 FM), esta última filial Instituto Costarricense de Enseñanza Radiofónica y única estación del cantón que transmite en Frecuencia Modulada; entre sus medios de comunicación digitales destacan La Región, San Carlos Digital y El Norte Hoy.
Desde 1974 existe un periódico regional llamado San Carlos Al Día que se ha vuelto muy popular entre los pobladores. Es también, uno de los cantones del país con mayor cantidad de periodistas independientes con presencia en redes sociales.